# 일과성알칼리뇨
일과성알칼리뇨(영어: Alkaline tide), 또는 알칼리파도는 식사 후 일시적으로 체액의 pH가 대폭 상승하는 현상이다.
위에 염산을 공급하기 위해 벽세포는 혈장에서 염화이온(Cl−), 이산화탄소, 물, 나트륨이온을 추출하고, 탄산수소염(HCO3−)을 다시 방출한다. 이를 통해 혈장의 전기적 균형을 유지할 수 있다.
식후에는 벽세포의 염산 분비가 활발해지므로 혈장의 음이온이 줄어들어 일과성알칼리뇨가 발생한다.
일과성알칼리뇨는 이자에서 H+를 방출하여 소강된다.